# Bell Airacuda
Белл XFM-1/YFM-1 Эйрэкуда (англ. Bell XFM-1/YFM-1 Airacuda) — американский истребитель-бомбардировщик 1930-х годов, первый военный самолёт произведённый фирмой Белл эйркрэфт(Bell Aircraft Corporation); изначально обозначался как «Белл Модель 1». 
Первый полёт совершил 1 сентября 1937 г.
Эйрэкуда был ответом компании Белл на запрос по созданию «истребителя бомбардировщиков».
Эйрэкуда отличался смелой конструкцией и её значительными недоработками, что в конечном итоге и привело к прекращению эксплуатации самолёта.
Выпуск самолёта ограничился небольшим количеством экземпляров и была сформирована только одна действующая эскадрилья. В целом было произведено 13 машин трёх мало различающихся модификаций.

## Конструкция

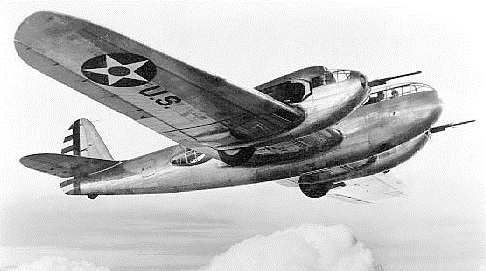
XFM-1 Airacuda

Двухмоторный среднеплан с толкающими винтами.

## Тактико-технические характеристики
- Источник данных: Pelletier, 1992.

| ТТХ Airacuda                    |                                     |                                     |
|                                 | XFM-1                               | YFM-1B                              |
| Технические характеристики      |                                     |                                     |
| Экипаж                          | 5                                   | 5                                   |
| Длина, м                        | 13,66                               | 14,0                                |
| Размах крыла, м                 | 21,28                               | 21,34                               |
| Высота, м                       | 4,14                                | 5,94                                |
| Площадь крыла, м²               | 63,5                                | 63,7                                |
| Профиль крыла, м²               | NACA 23018 / NACA 23009             | NACA 23018 / NACA 23009             |
| Масса пустого, кг               | 6073                                | 6194                                |
| Масса нормальная взлётная, кг   | 7852                                | 8323                                |
| Масса максимальная взлётная, кг | н/д                                 | 9796                                |
| Двигатель                       | 2×Allison                           | 2×Allison                           |
| Двигатель                       | V-1710-13                           | V-1710-41                           |
| Мощность, л. с. (кВт)           | 2×1150 (846)                        | 2×1090 (802)                        |
| Лётные характеристики           |                                     |                                     |
| Максимальная скорость, км/ч     | 434                                 | 431                                 |
| Крейсерская скорость, км/ч      | 393                                 | 322                                 |
| Практическая дальность, км      | 1285                                | 2687                                |
| Перегоночная дальность, км      | 4180                                | 3508                                |
| Практический потолок, м         | 9300                                | 9113                                |
| Теоретический потолок, м        | н/д                                 | 9540                                |
| Скороподъёмность, м/с           | н/д                                 | 7,6                                 |
| Вооружение                      |                                     |                                     |
| Наступательное                  | 2×37 мм пушки M4 2×7,62 мм пулемёта | 2×37 мм пушки M4 2×7,62 мм пулемёта |
| Оборонительное                  | 2×12,7 мм пулемёта                  | 2×12,7 мм пулемёта                  |
| Бомбовое (внутри фюзеляжа)      | 20×13,6 кг бомб                     | нет                                 |